# Labeobarbus progenys
Labeobarbus progenys és una espècie de peix pertanyent a la família dels ciprínids.

## Descripció
- Fa 18 cm de llargària màxima.[1][2]

## Hàbitat
És un peix d'aigua dolça, bentopelàgic i de clima tropical.

## Distribució geogràfica
Es troba a Àfrica: el Camerun i la república del Congo, incloent-hi el riu Dja.

## Observacions
És inofensiu per als humans.